# Assistive Technology Service Provider Interface
Assistive Technology Service Provider Interface (AT-SPI) ist eine GUI-Toolkit-übergreifende Möglichkeit, Anwendungen mit Möglichkeiten der Barrierefreiheit auszustatten. Es wurde vom Gnome Accessibility project entwickelt. AT-SPI liefert eine logische Darstellung der Benutzerschnittstelle einer Anwendung. Hilfsmittel wie Screenreader oder Bildschirmlupen können damit behinderten Menschen die Navigation und den Umgang mit den Anwendungen ermöglichen.
AT-SPI kann auch mit Werkzeugen wie Linux Desktop Testing Project oder Dogtail zum automatisierten Testen von Benutzerschnittstellen benutzt werden.
Es wird derzeit von GTK+ 2, Java/Swing, der Mozilla Application Suite und StarOffice/OpenOffice.org unterstützt. Trolltech (heute Qt Software) hat auch gewisse Unterstützung in Qt (die GUI-Bibliothek von KDE) angekündigt.
Die Free Standards Group überlegt, AT-SPI zu einem Linux-Standard zu machen.